# 静岡県道16号下田石廊松崎線
静岡県道16号下田石廊松崎線（しずおかけんどう16ごう しもだいろうまつざきせん）は、静岡県下田市から賀茂郡南伊豆町を経由して、賀茂郡松崎町に至る県道（主要地方道）である。

## 概要
伊豆半島南部の海岸線沿いに周遊する道路で、下田市中心市街の新下田橋東側から、伊豆半島最南端の石廊崎付近を経て、西海岸側の松崎町江奈の宮の前橋交差点に至る県道で、主要地方道にも指定されている。主な通過地は、下田市吉佐美、賀茂郡南伊豆町湊・石廊崎・入間・一色・妻良・子浦、松崎町雲見・石部・岩地・道辺である。起点側と終点側の大部分は国道136号と重複しており、単独区間となる実延長区間は南伊豆町内の国道から分岐する湊 - 入間（差田交差点）間である。

### 路線データ
- 延長 : 51.545 km
- 起点 : 下田市武ガ浜（新下田橋東側、国道135号・国道136号起点）
- 終点 : 賀茂郡松崎町江奈（宮の前橋交差点、国道136号・静岡県道15号下田松崎線交点）

## 歴史
- 1962年（昭和37年）3月18日 - 南伊豆町中木のトンネル建設現場で落盤。作業員6人が死亡、3人が重軽傷[1]。
- 1976年（昭和51年）7月13日 - 路線名が下田石室松崎線から下田石廊松崎線へ変更される[2]。
- 1993年（平成5年）5月11日 - 建設省から、県道下田石廊松崎線が下田石廊松崎線として主要地方道に指定される[3]。

## 路線状況
整備の行き届いた2車線道路（片側1車線）で、交通量は少ない。下田市街地のはずれから松崎町の入口まで県道16号と国道136号重複区間とを走りつないでいくと、約40 kmにわたり信号機はひとつも設置されていない。

### 別名
- マーガレットライン
かつての有料道路で正式名称は南伊豆道路。国道136号と重複する子浦から雲見までの区間を指す[4]。
- 富士見彫刻ライン
松崎町雲見 - 松崎間の西南海岸沿いの区間で、道路上に二十数体の彫刻像が建ち並んでいることからアートラインともよばれている[4]。

### 重複区間
賀茂郡南伊豆町湊・日野交差点から賀茂郡南伊豆町入間・差田交差点の区間だけが単独区間となっており、それ以外の区間は国道136号と重複する。距離は36.236 kmにもわたり、重複区間での案内標識は存在しない。
- 国道136号（下田市武ガ浜 - 賀茂郡南伊豆町湊・日野交差点）
- 国道136号（賀茂郡南伊豆町入間・差田交差点 - 松崎町・宮の前橋交差点）

## 地理

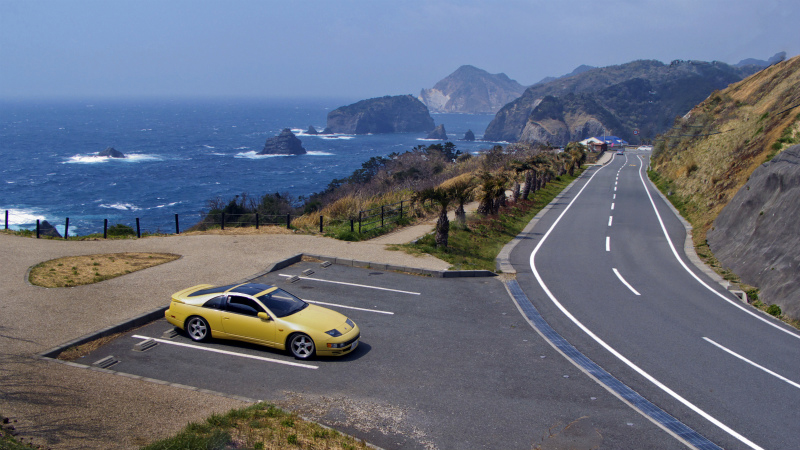
あいあい岬周辺のユウスゲ公園駐車場

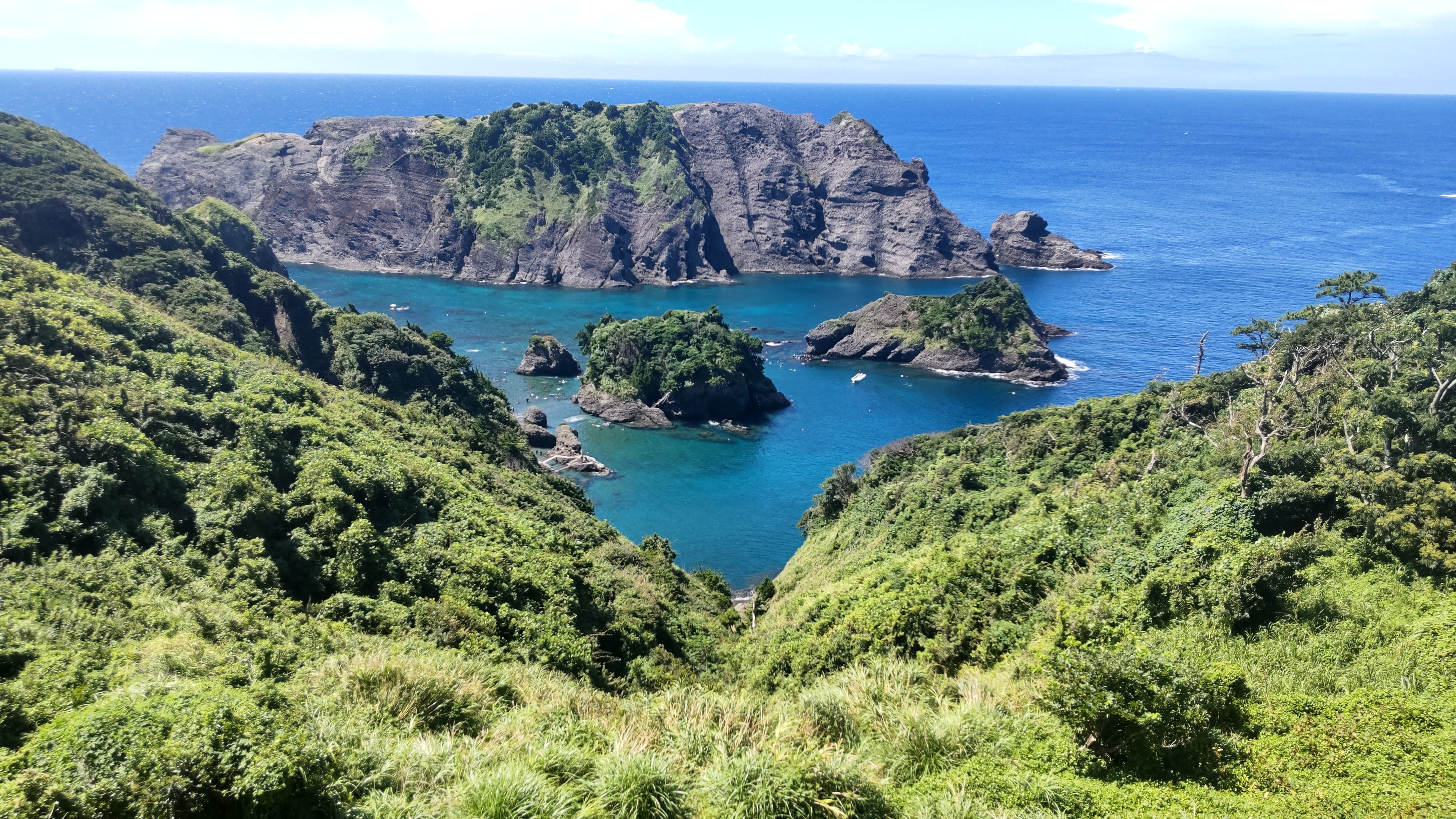
愛逢岬付近を走る県道下田石廊松崎線から見たヒリゾ浜。奥に見える大きな島が「大根島」。

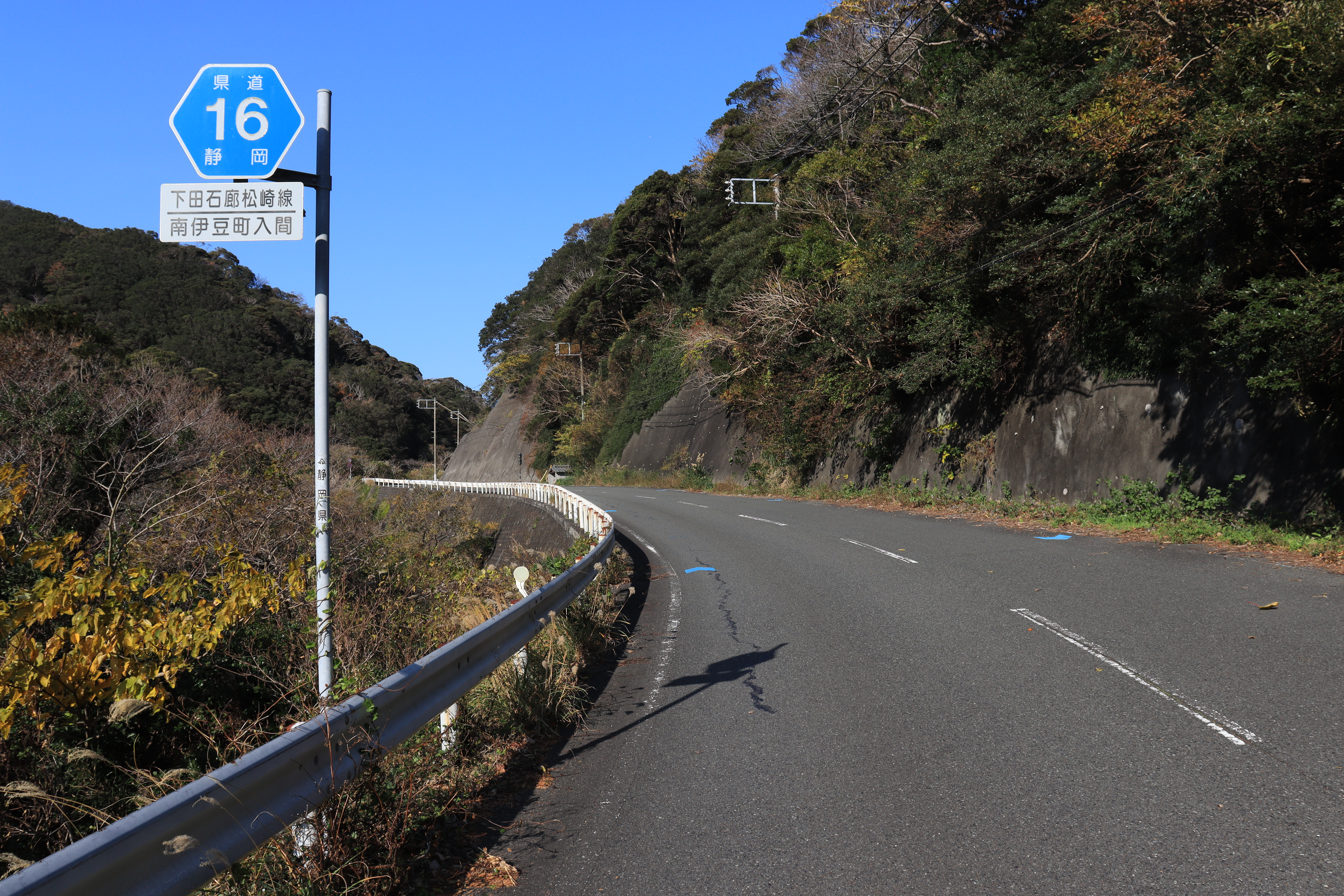
静岡県道16号下田石廊松崎線、賀茂郡南伊豆町入間

沿線には、弧を描く砂浜海岸の弓ヶ浜、奇岩と断崖が続く石廊崎やあいあい岬と、入江には石廊崎・三崎などの漁港が点在する美しい海岸風景が見られる。また、沿線の奥石廊崎（奥石廊）にある「あいあい岬」や「ユウスゲ公園」からはヒリゾ浜、大根島が見渡せる。

### 通過する自治体
- 下田市
- 賀茂郡南伊豆町
- 賀茂郡松崎町

### 交差する道路
- 国道135号・国道136号（下田市武ガ浜、起点）
- 国道414号（下田市東本郷・中島橋交差点）
- 静岡県道119号下田南伊豆線（下田市六丁目）
- 静岡県道117号下田港線（下田市四丁目）
- 国道136号（賀茂郡南伊豆町湊・日野交差点）
- 静岡県道120号手石湊線（賀茂郡南伊豆町湊）
- 国道136号（賀茂郡南伊豆町入間・差田交差点）
- 静岡県道119号下田南伊豆線（賀茂郡南伊豆町子浦）
- 静岡県道347号波勝崎線（賀茂郡南伊豆町伊浜）
- 静岡県道121号南伊豆松崎線（賀茂郡松崎町道部）
- 国道136号上・静岡県道15号下田松崎線（賀茂郡松崎町江奈・差田交差点、終点）

### 峠
- 銭瓶峠（標高約45 m）：静岡県下田市 - 静岡県賀茂郡南伊豆町